# Antoine Guitton
Pour les articles homonymes, voir Guitton.
Antoine Guitton, né le 8 février 1901 à La Verrie (Vendée) et mort le 29 juin 1977 dans la même commune, est un homme politique français, député de la Vendée de 1951 à 1962.

## Carrière politique
Petit propriétaire exploitant d'une ferme d'une vingtaine d'hectares à La Verrie, il s'engage dans  les organismes corporatifs de la paysannerie, et devient vice-président de l'Union départementale de la Confédération générale de l'agriculture, président de la Fédération des planteurs de tabac de la Vendée et vice-président national de cette fédération.
Militant catholique et homme de droite, il soutient le gouvernement de Vichy dont il devient le délégué cantonal à l'Information. 
Conseiller municipal de La Verrie, il est élu député de la Vendée lors des élections législatives du 17 juin 1951 auxquelles il est candidat sur la Liste vendéenne d'Union nationale, dans laquelle il représente les Indépendants Paysans. 
À l'Assemblée nationale, il est membre des commissions des affaires économiques et de l'éducation nationale ainsi que des commissions de l'agriculture et du travail et de la sécurité sociale.
Le 9 janvier 1952, il est nommé secrétaire de l'Assemblée nationale. 
Réélu lors des élections législatives du 2 janvier 1956, il devient secrétaire de la commission de l'agriculture ainsi que de celle de la marine marchande et des pêches. 
Le 23 novembre 1958, lors des élections de la première législature de la Cinquième République, Antoine Guitton est élu dans la 4e circonscription (Montaigu-Les Herbiers). Le 28 janvier 1959, il est désigné comme membre de l'Assemblée parlementaire du Conseil de l'Europe. 
Il est battu en 1962 par Vincent Ansquer, candidat de l'UNR.

## Détail des fonctions et des mandats
- 17 juin 1951 – 8 décembre 1958 : Député de la Vendée
- mai 1953 – mars 1959 : Maire de La Verrie
- 23 novembre 1958 – 9 octobre 1962 : Député de la 4e circonscription de la Vendée